# MasterChef Italia (ottava edizione)
L'ottava edizione del talent show culinario MasterChef Italia, composta da 12 puntate e 24 episodi, è stata trasmessa dal 17 gennaio al 4 aprile 2019 su Sky Uno. Vengono confermati come giudici Bruno Barbieri, Joe Bastianich e Antonino Cannavacciuolo, mentre subentra in maniera permanente lo chef Giorgio Locatelli. La produzione del programma viene affidata ad Endemol Shine.
La replica di questa edizione è andata in onda dal 25 ottobre 2019 al 10 gennaio 2020 su TV8.
Inoltre, per il terzo anno consecutivo, la radio partner del programma è RTL 102.5. 
A risultare vincitrice è la segretaria trentunenne Valeria Raciti, di Aci Sant'Antonio, che si è aggiudicata un assegno di 100.000 € e la possibilità di pubblicare un libro di ricette. Il libro è stato pubblicato nell'aprile 2019 dalla casa editrice Baldini+Castoldi e si intitola "Amore, curiosità, istinto. La mia cucina felice". (ISBN 978-8893881876)
L'intera edizione è stata resa disponibile sul canale YouTube ufficiale di MasterChef Italia.

## Concorrenti
| Nome                 | Età | Occupazione                   | Città                    | Posizione | Prove vinte | Individuali | In brigata |
| -------------------- | --- | ----------------------------- | ------------------------ | --------- | ----------- | ----------- | ---------- |
| Valeria Raciti       | 31  | Segretaria                    | Aci Sant'Antonio (CT)    | 1º        | 11          | 6           | 5          |
| Gilberto Neirotti    | 23  | Studente di giurisprudenza    | Verona                   | 2º        | 8           | 4           | 4          |
| Gloria Clama         | 40  | Operaia mulettista            | Tolmezzo (UD)            | 2º        | 7           | 4           | 3          |
| Alessandro Bigatti   | 33  | Impiegato                     | Lodi                     | 4º        | 2           | 1           | 1          |
| Guido Fejles         | 33  | Praticante avvocato           | Cambiano (TO)            | 5º        | 4           | 2           | 2          |
| Giuseppe Lavecchia   | 35  | Venditore ambulante           | Salice Terme (PV)        | 6º        | 6           | 1           | 5          |
| Loretta Rizzotti     | 51  | Architetto                    | Rivanazzano Terme (PV)   | 7º        | 6           | 1           | 5          |
| Federico Penzo       | 20  | Pescatore                     | Chioggia (VE)            | 8º        | 5           | 1           | 4          |
| Salvatore Cozzitorto | 30  | Comandante di navi cargo      | Agrigento                | 9º        | 6           | 3           | 3          |
| Virginia Fabbri      | 22  | Studentessa di giurisprudenza | Urbino (PU)              | 10º       | 1           | 0           | 1          |
| Verando Zappi        | 33  | Responsabile marketing        | Viterbo                  | 11º       | 5           | 0           | 5          |
| Giovanni Venditti    | 37  | Studente di medicina          | Napoli                   | 12º       | 2           | 1           | 1          |
| Anna Martelli        | 72  | Pensionata                    | Pecetto Torinese (TO)    | 13º       | 4           | 0           | 4          |
| Samuele Cesarini     | 22  | Macellaio                     | San Marino (RSM)         | 14º       | 3           | 2           | 1          |
| Vito Tauro           | 51  | Gommista                      | Castellana Grotte (BA)   | 15º       | 3           | 0           | 3          |
| Gerry Alotta         | 37  | Maniscalco                    | Busto Arsizio (VA)       | 16º       | 0           | 0           | 0          |
| Tiziana Rispoli      | 42  | Commessa                      | Positano (SA)            | 17º       | 1           | 0           | 1          |
| Tiziana Bortolon     | 53  | Artigiana                     | Castelfranco Veneto (TV) | 18º       | 1           | 0           | 1          |
| Caterina Gualdi      | 53  | Casalinga                     | Cene (BG)                | 19º       | 1           | 0           | 1          |
| Paola Chiaraluce     | 36  | Product manager               | Dublino (IRL)            | 20º       | 0           | 0           | 0          |

### Tabella delle eliminazioni
|             | 3                                                                    | 3                                                                    | 4                                                 | 4                                                 | 5                   | 5                   | 6                                        | 6                                        | 7                         | 7                         | 8                         | 8                         | 9                                 | 9                                 | 10                        | 10                        | 11                    | 11                    | 12                                 | 12                                 |  |  |  |  |  |  |
| Mystery Box | Salvatore Gloria Loretta Federico Giovanni Giuseppe Alessandro Guido | Salvatore Gloria Loretta Federico Giovanni Giuseppe Alessandro Guido | Gilberto Valeria Loretta Samuele Verando Giuseppe | Gilberto Valeria Loretta Samuele Verando Giuseppe | Guido Valeria Gerry | Guido Valeria Gerry | Salvatore Valeria Loretta Gloria Verando | Salvatore Valeria Loretta Gloria Verando | Gilberto Valeria Virginia | Gilberto Valeria Virginia | Federico Gloria Salvatore | Federico Gloria Salvatore | Valeria Loretta Gilberto Federico | Valeria Loretta Gilberto Federico | Giuseppe Gilberto Valeria | Giuseppe Gilberto Valeria | Gloria Gilberto Guido | Gloria Gilberto Guido | Gilberto Valeria Alessandro Gloria | Gilberto Valeria Alessandro Gloria |  |  |  |  |  |  |
| Valeria     | IMMUNE                                                               | PRIMI 10                                                             | IMMUNE                                            | PRIMI 9                                           | SALVO               | ULTIMI 8            | SALVO                                    | PRIMI 7                                  | SALVO                     | ULTIMI 6                  | ULTIMI 4                  | ULTIMI 7                  | PRIMA                             | PRIMI 4                           | SALVO                     | PRIMI 2                   | PRIMA                 | ULTIMI 3              | PRIMA                              | VINCITRICE                         |  |  |  |  |  |  |
| Gilberto    | IMMUNE                                                               | PRIMI 10                                                             | IMMUNE                                            | PRIMI 9                                           | SALVO               | PRIMI 8             | SALVO                                    | ULTIMI 7                                 | SALVO                     | PRIMI 6                   | PRIMO                     | ULTIMI 7                  | ULTIMI 2                          | ULTIMI 4                          | SALVO                     | ULTIMI 4                  | SALVO                 | ULTIMI 4              | FINALISTA                          | SECONDO                            |  |  |  |  |  |  |
| Gloria      | ULTIMI 3                                                             | PRIMI 10                                                             | SALVO                                             | ULTIMI 9                                          | SALVO               | ULTIMI 8            | PRIMA                                    | ULTIMI 7                                 | SALVO                     | ULTIMI 6                  | PRIMA                     | PRIMI 4                   | SALVO                             | PRIMI 4                           | SALVO                     | ULTIMI 4                  | SALVO                 | PRIMA                 | FINALISTA                          | SECONDA                            |  |  |  |  |  |  |
| Alessandro  | SALVO                                                                | ULTIMI 10                                                            | SALVO                                             | ULTIMI 9                                          | SALVO               | ULTIMI 8            | SALVO                                    | ULTIMI 7                                 | SALVO                     | ULTIMI 6                  | SALVO                     | ULTIMI 7                  | SALVO                             | ULTIMI 4                          | PRIMO                     | PRIMI 2                   | ULTIMI 2              | ULTIMI 3              | ELIMINATO                          |                                    |  |  |  |  |  |  |
| Guido       | PRIMO                                                                | ULTIMI 10                                                            | SALVO                                             | ULTIMI 9                                          | SALVO               | PRIMO               | SALVO                                    | ULTIMI 7                                 | SALVO                     | ULTIMI 6                  | ULTIMI 4                  | ULTIMI 7                  | SALVO                             | PRIMI 4                           | ULTIMI 2                  | ULTIMI 2                  | ..ULTIMI.2..          | ELIMINATO             |                                    |                                    |  |  |  |  |  |  |
| Giuseppe    | ULTIMI 3                                                             | PRIMI 10                                                             | SALVO                                             | PRIMI 9                                           | ULTIMI 3            | ULTIMI 8            | ULTIMI 3                                 | PRIMI 7                                  | ULTIMI 3                  | ULTIMI 6                  | SALVO                     | PRIMI 4                   | SALVO                             | PRIMI 4                           | SALVO                     | ELIMINATO                 |                       |                       |                                    |                                    |  |  |  |  |  |  |
| Loretta     | ULTIMI 3                                                             | PRIMI 10                                                             | IMMUNE                                            | PRIMI 9                                           | SALVA               | PRIMI 8             | SALVA                                    | PRIMI 7                                  | SALVA                     | PRIMI 6                   | SALVA                     | ULTIMI 7                  | SALVA                             | ULTIMI 4                          | ELIMINATA                 |                           |                       |                       |                                    |                                    |  |  |  |  |  |  |
| Federico    | SALVO                                                                | ULTIMI 10                                                            | SALVO                                             | PRIMI 9                                           | SALVO               | ULTIMI 8            | SALVO                                    | PRIMI 7                                  | SALVO                     | PRIMI 6                   | IMMUNE                    | PRIMI 4                   | SALVO                             | ELIMINATO                         |                           |                           |                       |                       |                                    |                                    |  |  |  |  |  |  |
| Salvatore   | SALVO                                                                | ULTIMI 10                                                            | SALVO                                             | ULTIMI 9                                          | SALVO               | PRIMI 8             | IMMUNE                                   | ULTIMI 7                                 | PRIMO                     | PRIMI 6                   | SALVO                     | PRIMI 4                   | ELIMINATO                         |                                   |                           |                           |                       |                       |                                    |                                    |  |  |  |  |  |  |
| Virginia    | IMMUNE                                                               | ULTIMI 10                                                            | SALVA                                             | ULTIMI 9                                          | SALVA               | ULTIMI 8            | SALVA                                    | ULTIMI 7                                 | ULTIMI 3                  | PRIMI 6                   | ..ULTIMI.4..              | ELIMINATA                 |                                   |                                   |                           |                           |                       |                       |                                    |                                    |  |  |  |  |  |  |
| Verando     | IMMUNE                                                               | PRIMI 10                                                             | SALVO                                             | PRIMI 9                                           | SALVO               | PRIMI 8             | ULTIMI 3                                 | PRIMI 7                                  | SALVO                     | PRIMI 6                   | ULTIMI 4                  | ELIMINATO                 |                                   |                                   |                           |                           |                       |                       |                                    |                                    |  |  |  |  |  |  |
| Giovanni    | SALVO                                                                | ULTIMI 10                                                            | PRIMO                                             | ULTIMI 9                                          | SALVO               | ULTIMI 8            | SALVO                                    | PRIMI 7                                  | SALVO                     | ELIMINATO                 |                           |                           |                                   |                                   |                           |                           |                       |                       |                                    |                                    |  |  |  |  |  |  |
| Anna        | IMMUNE                                                               | PRIMI 10                                                             | SALVA                                             | PRIMI 9                                           | SALVA               | PRIMI 8             | SALVA                                    | PRIMI 7                                  | ELIMINATA                 |                           |                           |                           |                                   |                                   |                           |                           |                       |                       |                                    |                                    |  |  |  |  |  |  |
| Samuele     | IMMUNE                                                               | ULTIMI 10                                                            | IMMUNE                                            | ULTIMI 9                                          | PRIMO               | PRIMI 8             | SALVO                                    | ELIMINATO                                |                           |                           |                           |                           |                                   |                                   |                           |                           |                       |                       |                                    |                                    |  |  |  |  |  |  |
| Vito        | IMMUNE                                                               | PRIMI 10                                                             | SALVO                                             | PRIMI 9                                           | ULTIMI 3            | PRIMI 8             | ELIMINATO                                |                                          |                           |                           |                           |                           |                                   |                                   |                           |                           |                       |                       |                                    |                                    |  |  |  |  |  |  |
| Gerry       | IMMUNE                                                               | ULTIMI 10                                                            | SALVO                                             | ULTIMI 9                                          | SALVO               | ELIMINATO           |                                          |                                          |                           |                           |                           |                           |                                   |                                   |                           |                           |                       |                       |                                    |                                    |  |  |  |  |  |  |
| Tiziana R.  | IMMUNE                                                               | ULTIMI 10                                                            | ULTIMI 3                                          | PRIMI 9                                           | ELIMINATA           |                     |                                          |                                          |                           |                           |                           |                           |                                   |                                   |                           |                           |                       |                       |                                    |                                    |  |  |  |  |  |  |
| Tiziana B.  | IMMUNE                                                               | PRIMI 10                                                             | ULTIMI 3                                          | ELIMINATA                                         |                     |                     |                                          |                                          |                           |                           |                           |                           |                                   |                                   |                           |                           |                       |                       |                                    |                                    |  |  |  |  |  |  |
| Caterina    | IMMUNE                                                               | PRIMI 10                                                             | ELIMINATA                                         |                                                   |                     |                     |                                          |                                          |                           |                           |                           |                           |                                   |                                   |                           |                           |                       |                       |                                    |                                    |  |  |  |  |  |  |
| Paola       | ..IMMUNE..                                                           | ELIMINATA                                                            |                                                   |                                                   |                     |                     |                                          |                                          |                           |                           |                           |                           |                                   |                                   |                           |                           |                       |                       |                                    |                                    |  |  |  |  |  |  |

     Il concorrente è il vincitore dell'intera edizione

     Il concorrente è il vincitore della prova

     Il concorrente è immune da eliminazione e non partecipa alla prova

     Il concorrente fa parte della squadra vincente ed è salvo

     Il concorrente è vincitore della sfida esterna ed è salvo

     Il concorrente fa parte della squadra perdente ma non deve affrontare il Pressure Test

     Il concorrente deve affrontare il Pressure Test e si salva

     Il concorrente è il peggiore del Pressure Test, affronta il duello e si salva 

     Il concorrente non partecipa alla sfida esterna, affronta direttamente il duello e si salva

     Il concorrente non partecipa alla sfida esterna e affronta direttamente il Pressure Test

     Il concorrente è tra i peggiori ma non è eliminato

     Il concorrente è eliminato

     Il concorrente accede alla sfida finale 

     Il concorrente perde la sfida finale 

## Dettaglio delle puntate

### Prima puntata
Data: giovedì 17 gennaio 2019

#### Episodi 1 e 2 (selezioni)
Gli episodi si dedicano alle selezioni degli 80 aspiranti chef, che devono preparare il loro piatto in 45 minuti e presentarlo al quartetto dei giudici: Antonino Cannavacciuolo, Bruno Barbieri, Joe Bastianich e Giorgio Locatelli. Per passare alla prova successiva sono necessari almeno tre sì.
Come nella scorsa edizione, i parenti e gli amici che accompagnano l'aspirante chef hanno potuto assistere alla selezione e alla presentazione del piatto attraverso un box trasparente accanto al bancone.

### Seconda puntata
Data: giovedì 24 gennaio 2019

#### Episodi 3 e 4 (selezioni)
Terminate le selezioni, rimangono 40 concorrenti a gareggiare per l'ingresso nella cucina. I giudici decidono che, a differenza delle passate stagioni, i concorrenti si dovranno affrontare in scontri diretti, ai termini dei quali uno dei due (o due dei quattro) dovrà lasciare la competizione e l'altro passerà. Federico e Giuseppe devono sfilettare un branzino e cucinarlo a loro piacimento (vince Giuseppe); Paola e Tiziana devono preparare un piatto a base di pane e cipolle (vince Tiziana); Andrea, Caterina, Denis e Gilberto si sfidano sul risotto al nero di seppia (vincono Caterina e Gilberto), Eva e Federico devono realizzare rispettivamente degli involtini e degli spiedini (vince Federico); Gemma e Tiziana devono preparare dei fiori di zucca ripieni (vince Tiziana); Domenico e Guido un'insalata gourmet (vince Guido); Alessandro e Maurizio gareggiano su chi indovina più ingredienti usando solo l'olfatto e su chi prepara il miglior piatto di spaghetti alle vongole (vince Alessandro); Mara e Salvatore si sfidano sull'indovinare il maggior numero di ingredienti in una zuppa di pesce e cucinare un piatto a base di polpo (vince Salvatore); Loretta, Sabrina, Sara e Valeria devono preparare della besciamella e poi realizzare una portata con del riso bollito (vincono Loretta e Valeria); Magda e Vito si battono sulle orecchiette alle cime di rapa (vince Vito); Camilla e Verando devono cucinare una cotoletta alla milanese, un filetto e una scaloppina partendo da un carré di costolette, un filetto e una noce di vitello (vince Verando); Massimo e Samuele devono creare un piatto vegetariano (vince Samuele); Francesca e Paola devono preparare un dolce (vince Paola), Anna, Bertho, Fabrizio e Giovanni una parmigiana di melanzane (vincono Anna e Giovanni); Raffaella e Virginia dei passatelli romagnoli (vince Virginia), Gesuino, Gloria, Gerry e Laura devono sezionare un pollo e cuocere la parte preferita (vincono Gerry e Gloria).

### Terza puntata
Data: giovedì 31 gennaio 2019

#### Episodio 5
Partecipanti: Alessandro, Anna, Caterina, Federico, Gerry, Gilberto, Giovanni, Giuseppe, Gloria, Guido, Loretta, Paola, Salvatore, Samuele, Tiziana B., Tiziana R., Valeria, Verando, Virginia, Vito. 
- Mystery Box
  - Tema: il bianco. Ogni concorrente ha inoltre a disposizione dei prodotti "colorati" da abbinare insieme agli ingredienti bianchi.
  - Ingredienti: baccalà, fagioli bianchi, champignons, lardo di cinta senese, cime di cavolfiore, asparagi bianchi, riso Jasmine, latte di cocco, farina 00, capesante.
  - Piatti migliori: Celeste nostalgia (Alessandro), Capasanta pop (Guido), La tela del gusto (Salvatore), Impressioni (Loretta), Creatività (Federico), Baccalà in tavolozza (Giovanni), Sfumature (Gloria), Il mare nel piatto (Giuseppe).
  - Vincitore: Salvatore.

- Invention Test
  - Tema: i piatti dell'infanzia dei giudici. I giudici assegnano a Salvatore la possibilità di scegliere chi, tra i 7 migliori concorrenti e i restanti non chiamati, dovrà affrontare l'Invention Test, sceglie questi ultimi e sceglie di partecipare all'Invention Test rinunciando alla possibilità di salvarsi (Anna, Caterina, Gerry, Gilberto, Paola, Samuele, Tiziana B., Tiziana R., Valeria, Verando, Virginia e Vito salgono in balconata).
  - Proposte: Pasta e fagioli, Coniglio con polenta, Risotto ai granchi, Pappardelle alla lepre. Salvatore sceglie la prima proposta.
  - Piatto migliore: Pasta e fagioli, un po' Piemonte, un po' Toscana (Guido).
  - Piatti peggiori: Pasta e fagioli con cozze e pancetta (Gloria), Cuor di fagiolo (Loretta), Pasta e fagioli (Giuseppe).
  - Eliminato: i giudici decidono di non eliminare nessuno dei concorrenti peggiori.

#### Episodio 6
Partecipanti: Alessandro, Anna, Caterina, Federico, Gerry, Gilberto, Giovanni, Giuseppe, Gloria, Guido, Loretta, Paola, Salvatore, Samuele, Tiziana B., Tiziana R., Valeria, Verando, Virginia, Vito. 
- Prova in Esterna
  - Sede: Pisa, Aeroporto Militare Pisa-San Giusto.
  - Ospiti: 100 aviatori della 46ª Brigata aerea.
  - Squadra blu: Anna (caposquadra nominata da Guido), Caterina (sous chef nominata da Guido), Gilberto, Giuseppe, Gloria, Loretta, Tiziana B., Valeria, Verando, Vito.
  - Squadra rossa: Guido (caposquadra), Salvatore (sous chef scelto da Guido), Alessandro, Federico, Gerry, Giovanni, Paola, Samuele, Tiziana R., Virginia.
  - Piatti del menù: Risotto alla zucca con crumble di olive, Caponata con polpettine, Cheesecake (squadra blu), Mezze penne con merluzzo, pomodorini e seppie, Spezzatino con patate e peperoni, Crumble con crema di mascarpone (squadra rossa).
  - Vincitori: squadra blu.
- Pressure Test
  - Sfidanti: Alessandro, Federico, Gerry, Giovanni, Guido, Paola, Salvatore, Samuele, Tiziana R., Virginia.
  - Prima prova: preparare in 10 minuti una maionese utilizzando 10 uova di quaglia (si salvano Guido, Federico e Samuele).
  - Seconda prova: realizzare un uovo di gallina in camicia (si salva Gerry).
  - Terza prova: preparare in 20 minuti un'omelette con un uovo di struzzo (si salvano Salvatore, Virginia, Giovanni, Tiziana R e Alessandro).
  - Eliminata: Paola.

### Quarta puntata
Data: giovedì 7 febbraio 2019

#### Episodio 7
Partecipanti: Alessandro, Anna, Caterina, Federico, Gerry, Gilberto, Giovanni, Giuseppe, Gloria, Guido, Loretta, Salvatore, Samuele, Tiziana B., Tiziana R., Valeria, Verando, Virginia, Vito.
- Mystery Box
  - Tema: i cibi che inducono il sonno. I concorrenti, per rendere il piatto meno "sonnolento", hanno l'obbligo di aggiungere al piatto una tazza di caffè.
  - Ingredienti: coniglio, scampi, ricotta, mandorle, cavolo riccio, carota, pesca, pomodorini, uova.
  - Piatti migliori: Nidi nervosi di scampi (Loretta), Rollé di coniglio al caffè (Samuele), Coniglio e caffè (Valeria), Scampi croccanti, maionese e bisque al caffè (Gilberto), Dolce risveglio (Giuseppe), Due scampi, un buon caffè, e tutti in sella! (Verando).
  - Vincitori: Gilberto, Loretta, Samuele, Valeria. I vincitori accedono direttamente alla prova in esterna senza affrontare l'invention test .
- Invention Test
  - Tema: il "quinto quarto" di mare, ovvero le frattaglie dei pesci. I quattro vincitori della Mystery Box hanno il vantaggio di scegliere altrettanti concorrenti che, a differenza degli altri, troveranno una ricciola intera da eviscerare, squamare e pulire per ricavare il loro quinto quarto. Loretta sceglie Federico, Gilberto sceglie Guido, Valeria sceglie Salvatore, Samuele sceglie Tiziana R.
  - Piatto migliore: Guancia di pescatrice panata all'arancia (Giovanni).
  - Piatti peggiori: Finocchio filet con tempura di quinto quarto (Tiziana R.), Frattaglie di ricciola (Caterina), Zuppa del pescatore (Tiziana B.).
  - Eliminata: Caterina.

#### Episodio 8
Partecipanti: Alessandro, Anna, Federico, Gerry, Gilberto, Giovanni, Giuseppe, Gloria, Guido, Loretta, Salvatore, Samuele, Tiziana B., Tiziana R., Valeria, Verando, Virginia, Vito. 
- Prova in Esterna
  - Sede: Legnano, Villa Renoir.
  - Ospiti: 80 invitati alla quinceañera di Giorgia, ragazza italiana di origine sudamericana.
  - Tema: la cucina fusion italo-sudamericana.
  - Squadra blu: Federico (caposquadra), Anna, Gilberto, Giuseppe, Loretta, Tiziana R., Valeria, Verando, Vito.
  - Squadra rossa: Giovanni (caposquadra), Alessandro, Gerry, Gloria, Guido, Salvatore, Samuele, Tiziana B., Virginia.
  - Piatti del menù: Insalata di crostacei con frutta esotica, Crespelle al mais con ragù di pesce, Mousse al cioccolato fondente al cocco e ananas caramellato (squadra blu), Spiedini di pollo fritto marinato al lime con platano fritto e maionese al coriandolo, Controfiletto di manzo con fagioli neri e peperoni Aji Amarillo, Empanada dolce con mele, spezie e salsa al mango (squadra rossa).
  - Vincitori: squadra blu.
- Pressure Test
  - Sfidanti: Alessandro, Gerry, Giovanni, Gloria, Guido, Salvatore, Samuele, Tiziana B., Virginia. Giovanni ha la possibilità di scegliere di salvare se stesso o uno dei suoi compagni di brigata, e sceglie di salvarsi. Ad ogni prova la metà dei concorrenti sarà salva, l'altra dovrà affrontare anche il successivo step fino all'eliminazione dell'ultimo concorrente.
  - Prima prova: preparare delle patatine fritte in 20 minuti (si salvano Gerry, Gloria, Guido e Salvatore).
  - Seconda prova: preparare del purè di patate in 15 minuti (si salvano Samuele e Virginia).
  - Terza prova: preparare un piatto di gnocchi di patate in 45 minuti (si salva Alessandro).
  - Eliminata: Tiziana B.

### Quinta puntata
Data: giovedì 14 febbraio 2019

#### Episodio 9
Partecipanti: Alessandro, Anna, Federico, Gerry, Gilberto, Giovanni, Giuseppe, Gloria, Guido, Loretta, Salvatore, Samuele, Tiziana, Valeria, Verando, Virginia, Vito.
- Mystery Box
  - Tema: l'essenziale in cucina. Per ogni attrezzo scelto per cucinare, i concorrenti hanno l'obbligo di scartare un ingrediente dai dieci proposti.
  - Ingredienti: sedano rapa, calamari, controfiletto di cervo, quaglia, frutti di bosco, finferli, scamorza affumicata, scarola, friselle, olive nere taggiasche.
  - Utensili: padella, pentola, cucchiaio, grattugia, setaccio, boule, leccapentole, spelucchino, sbucciante, frullatore ad immersione.
  - Piatti migliori: Duetto di selvaggina (Gerry), Cervo e Langhe (Guido), Quaglia essenziale (Valeria).
  - Vincitore: Guido.
- Invention Test
  - Tema: pane e cioccolato. Guido ha il vantaggio di decidere per se stesso e per gli altri chi dovrà cucinare un piatto salato e un piatto dolce con questi ingredienti.
  - Piatto migliore: Panpepato a modo mio (Samuele).
  - Piatti peggiori: Pane croccante al cioccolato (Giuseppe), Cannolo con namelaka (Vito), Melanzana al cioccolato (Tiziana R.).
  - Eliminata: Tiziana R.

#### Episodio 10
Partecipanti: Alessandro, Anna, Federico, Gerry, Gilberto, Giovanni, Giuseppe, Gloria, Guido, Loretta, Salvatore, Samuele, Valeria, Verando, Virginia, Vito. 
- Prova in Esterna
  - Sede: Langhe, Castello di Grinzane Cavour.
  - Ospiti: 30 trifulau e 30 produttori di vino della regione.
  - Tema: il tartufo bianco d'Alba. I concorrenti hanno anche l'obbligo di abbinare ad ogni antipasto e portata principale un vino a scelta fra 9 disponibili. Samuele ha inoltre il vantaggio di ascoltare i consigli di un produttore di vini locali.
  - Squadra blu: Samuele (caposquadra), Anna, Gilberto, Guido, Loretta, Salvatore, Verando, Vito.
  - Squadra rossa: Gloria (caposquadra), Alessandro, Federico, Gerry, Giovanni, Giuseppe, Valeria, Virginia.
  - Piatti del menù: Tartare di fassona con uovo di quaglia e crema di castagne, Ravioli del plin ripieni di fonduta di formaggio e nocciole, Bonet con panna montata e amaretto (squadra rossa), Tartare di fassona con salsa olandese e topinambur glassato, Finanziera con funghi ovuli a crudo, Bonet con croccante di nocciole aromatizzato all'arancia (squadra blu).
  - Vincitori: squadra blu.
- Pressure Test
  - Sfidanti: Alessandro, Federico, Gerry, Giovanni, Giuseppe, Gloria, Valeria, Virginia. Gloria deve dividere la propria squadra e scegliere i tre migliori a suo giudizio, e sceglie Alessandro, Gerry e Virginia. Ogni gruppo deve scegliere un rappresentante che si sfiderà a duello con l'altro, e chi vincerà farà salire in balconata la sua squadra: si sfidano Gloria e Valeria.
  - Prima prova: ricavare e chiudere il maggior numero di tortellini in 35 minuti (si salva Valeria, e di conseguenza Federico, Giovanni e Giuseppe).
  - Seconda prova: realizzare una frittura in tempura, una in pastella, una in impanatura e una in infarinatura (si salvano Alessandro, Gloria e Virginia).
  - Eliminato: Gerry.

### Sesta puntata
Data: giovedì 21 febbraio 2019

#### Episodio 11
Partecipanti: Alessandro, Anna, Federico, Gilberto, Giovanni, Giuseppe, Gloria, Guido, Loretta, Salvatore, Samuele, Valeria, Verando, Virginia, Vito.
- Mystery Box
  - Tema: gli ingredienti "brutti" e imperfetti.
  - Ingredienti: fagioli borlotti, patata americana, melanzane, porro, pomodori perini, cetrioli, friggitelli, mela, melograno, finocchio.
  - Piatti migliori: Melanzane al sangue (Verando), Vellutata di finocchi (Valeria), Vellutata di patata americana (Loretta), Crema di patate dolci (Gloria), Minestrone 2.0 (Salvatore).
  - Vincitore: Salvatore.
- Invention Test
  - Tema: tempo e denaro.
  - Proposte: scatole chiuse con ingredienti rispettivamente da 5 €, 15 €, 25 €, 35 €, 55 €. Salvatore ha la possibilità di osservare il contenuto delle scatole e decidere il tempo in cui dovranno cucinare gli avversari, tra 60 minuti, 50 minuti, 45 minuti, 35 minuti e 30 minuti. Inoltre, accetta la possibilità di salvarsi e passare direttamente alla prova in esterna.
  - Piatto migliore: Fegato 545 (Gloria).
  - Piatti peggiori: Insalata di aragosta (Verando), Scaloppa di foie gras (Vito), Aragosta e uovo fritto (Giuseppe).
  - Eliminato: Vito.

#### Episodio 12
Partecipanti: Alessandro, Anna, Federico, Gilberto, Giovanni, Giuseppe, Gloria, Guido, Loretta, Salvatore, Samuele, Valeria, Verando, Virginia. 
- Prova in Esterna
  - Sede: Roma, Italian Chef Academy.
  - Ospiti: 60 invitati al 40º anniversario dell'Associazione Italiana Persone Down. Ogni brigata cucina con due giovani cuochi con sindrome di Down.
  - Squadra blu: Gloria (caposquadra), Alessandro, Gilberto, Guido, Salvatore, Samuele, Virginia.
  - Squadra rossa: Verando (caposquadra), Anna, Federico, Giovanni, Giuseppe, Loretta, Valeria.
  - Piatti del menù: Gnocchi di ricotta con crema di pomodori e guanciale, Carré di agnello con fonduta di pecorino e chips di carciofi, Crostata di pere e cioccolato con crema al caffè (squadra blu), Lasagnetta di cicoria, acciughe e scamorza, Controfiletto di maiale bardato al prosciutto crudo, salvia e pomodorini confit, Torta di fichi e noci con crema al limone (squadra rossa).
  - Vincitori: squadra rossa.
- Pressure Test
  - Sfidanti: Alessandro, Gilberto, Gloria, Guido, Salvatore, Samuele, Virginia. La prova è divisa in due step.
  - Prima prova: Gloria deve scegliere un nome, e così via fino a Gilberto, che rimane escluso. Gilberto poi dovrà nominare le coppie ed assegnare a ciascuna di esse quattro tecniche di cottura obbligatorie.
  - Assegnazioni di Gilberto: Samuele-Alessandro (sifonare, sfilettare, impastare, flambare), Salvatore-Virginia (disossare, affumicare, risottare, friggere), Guido-Gloria (frullare, bollire, grigliare, marinare) (si salvano Gloria, Guido, Salvatore e Virginia).
  - Seconda prova: realizzare un piatto risottando, friggendo, frullando e marinando (si salvano Alessandro e Gilberto).
  - Eliminato: Samuele.

### Settima puntata
Data: giovedì 28 febbraio 2019

#### Episodio 13
Partecipanti: Alessandro, Anna, Federico, Gilberto, Giovanni, Giuseppe, Gloria, Guido, Loretta, Salvatore, Valeria, Verando, Virginia.
- Mystery Box
  - Tema: sotto la scatola gli aspiranti cuochi trovano un piatto con una foto di un avversario, per cui dovranno fare la spesa: appena fatto ciò, però, i giudici dicono che ognuno dovrà realizzare un piatto proprio con gli ingredienti che volevano assegnare.
  - Piatti migliori: Pappardelle al ragù di lepre (Valeria), Gnocchi ai profumi del nord (Virginia), Controfiletto di manzo con granciporro (Gilberto).
  - Vincitore: Gilberto.
- Invention Test
  - Tema: l'alta cucina.
  - Proposte: 12 piatti dei ristoranti dei giudici. Gilberto ha la possibilità di assegnare a se stesso e agli altri concorrenti un piatto da replicare.
  - Piatto migliore: Frittelle di bollito con cicoria ripassata (Salvatore).
  - Piatti peggiori: Trenette con calamaretti spillo e salsa di pane (Virginia), Chicken parmesan (Anna), Rognone di vitello con crocchette di ortiche (Giuseppe).
  - Eliminata: Anna.

#### Episodio 14
Partecipanti: Alessandro, Federico, Gilberto, Giovanni, Giuseppe, Gloria, Guido, Loretta, Salvatore, Valeria, Verando, Virginia. 
- Prova in Esterna
  - Sede: Burano.
  - Ospiti: 30 osti della laguna veneta.
  - Tema: il pesce di laguna.
  - Squadra blu: Giuseppe (caposquadra), Alessandro, Giovanni, Gloria, Guido, Valeria.
  - Squadra rossa: Salvatore (caposquadra), Federico, Gilberto, Loretta, Verando, Virginia.
  - Piatti del menù: Cicchetti di crostino di pane con baccalà mantecato, sarde in saor e moeche fritte (entrambe le squadre), Risotto di gò (squadra blu), Pesce in cassopipa con polenta bianca (squadra rossa), Zabaione con bussolai buranelli (entrambe le squadre).
  - Vincitori: squadra rossa.
- Pressure Test
  - Sfidanti: Alessandro, Giovanni, Giuseppe, Gloria, Guido, Valeria. Salvatore deve formare due squadre, le quali dovranno nominare un capitano.
  - Prima prova: cucinare a staffetta una ricetta dello chef Barbieri senza titolo memorizzata dai due capitani, i quali dovranno spiegarla ai propri compagni e stabilire l'ordine di successione prima della prova (si salvano Giuseppe, Guido e Valeria).
  - Seconda prova: realizzare la ricetta dello step precedente (si salvano Alessandro e Gloria).
  - Eliminato: Giovanni.

### Ottava puntata
Data: giovedì 7 marzo 2019

#### Episodio 15
Partecipanti: Alessandro, Federico, Gilberto, Giuseppe, Gloria, Guido, Loretta, Salvatore, Valeria, Verando, Virginia.
- Mystery Box
  - Tema: le portate. Ogni concorrente deve scegliere per un avversario uno degli ingredienti, che dev'essere protagonista del piatto, e il tipo di portata che deve preparare con esso tra primo, secondo e dolce.
  - Ingredienti: vitello, quinoa, bagòss di Bagolino, merluzzo, melanzana, zucca, castagne, avocado, cavolfiore, patate viola.
  - Piatti migliori: Che cavolo! (Salvatore), Gnocchi di patate viola (Gloria), Mare in tempesta (Federico).
  - Vincitore: Federico.
- Invention Test
  - Tema: cucinare un branzino in crosta con salsa choron, piatto dello chef stellato Paul Bocuse, lavorando in coppia. Federico, oltre a non affrontare la prova, ha sia il vantaggio di scegliere le coppie, che dovranno darsi il cambio ogni 15 minuti, che la possibilità di tenere i segreti per sé oppure rivelarli (giusti o sbagliati) ad un avversario, e sceglie Gloria. Inoltre ha la possibilità di non partecipare alla staffetta e andare in balconata, Federico accetta.
  - Coppie scelte del vincitore della Mystery Box: Gilberto-Gloria, Valeria-Virginia, Alessandro-Salvatore, Loretta-Giuseppe, Guido-Verando.
  - Coppia migliore: Gilberto-Gloria.
  - Coppie peggiori: Valeria-Virginia, Guido-Verando.
  - Eliminato: i giudici non eliminano nessuno e decidono che Valeria e Virginia affrontano direttamente il Pressure Test.

#### Episodio 16
Partecipanti: Alessandro, Federico, Gilberto, Giuseppe, Gloria, Guido, Loretta, Salvatore, Verando. 
- Prova in Esterna
  - Sede: Milano, Navigli.
  - Ospiti: clienti dei ristoranti L'altro Luca e Andrea (squadra blu) e El Brellin (squadra rossa).
  - Tema: la cucina milanese.
  - Squadra blu: Gloria (caposquadra), Federico, Giuseppe, Salvatore.
  - Squadra rossa: Gilberto (caposquadra), Alessandro, Guido, Loretta, Verando.
  - Piatti del menù: portate tradizionali milanesi (entrambe le squadre).
  - Vincitori: squadra blu.
- Pressure Test
  - Sfidanti: Guido, Loretta, Valeria, Verando, Virginia. Lo chef Cannavacciuolo, che ha visto la brigata all'opera, decide di salvare Alessandro e Gilberto.
  - Prova: cucinare dei piatti ordinati dai giudici (maiale all'ananas, popcorn e club sandwich) in un finto servizio a domicilio online in tempo reale e consegnarli nel tempo di consegna previsto (si salvano Guido, Loretta e Valeria).
  - Eliminati: Verando e Virginia.

### Nona puntata
Data: giovedì 14 marzo 2019

#### Episodio 17
Partecipanti: Alessandro, Federico, Gilberto, Giuseppe, Gloria, Guido, Loretta, Salvatore, Valeria.
- Mystery Box
  - Tema: i piatti realizzati nel primo ingresso a Masterchef.
  - Piatti migliori: Il diaframma incontra la cipolla (Gilberto), Beccafico a modo mio (Valeria), Handicap uno (Loretta), Tra mari e orti (Federico).
  - Vincitore: Valeria.
- Invention Test
  - Ospiti: Iginio Massari.
  - Tema: la pasticceria.
  - Proposte: le torte da cerimonia.
  - Assegnazioni della vincitrice della Mystery Box: torta all'italiana (Gilberto, Gloria e Salvatore), torta alla francese (Alessandro, Giuseppe e Valeria), torta all'americana (Guido, Federico e Loretta).
  - Torta migliore: Valeria.
  - Torte peggiori: Gilberto, Salvatore.
  - Eliminato: Salvatore.

#### Episodio 18
Partecipanti: Alessandro, Federico, Gilberto, Giuseppe, Gloria, Guido, Loretta e Valeria.
- Prova in esterna
  - Sede: Roma, Centro Sportivo Pio XI.
  - Ospiti: sacerdoti e seminaristi partecipanti alla Clericus Cup.
  - Tema: i cibi provenienti e descritti nella Bibbia.
  - Squadra blu: Gilberto (caposquadra), Alessandro, Federico, Loretta.
  - Squadra rossa: Valeria (caposquadra), Giuseppe, Gloria, Guido.
  - Piatti del menù: Zuppa di zucca con pane d'orzo, Quaglia ripiena con cipolle caramellate, Cialde dolci con fichi, miele, panna e chicchi d'uva (squadra blu), Zuppa di cipolle con pane azzimo, Oca ripiena, Gnocco fritto azzimo con crema ai fichi, miele e riduzione al mosto d'uva (squadra rossa).
  - Vincitori: squadra rossa.
- Pressure Test
  - Ospiti: Riccardo Camanini, Cristoforo Trapani, Barbara Agosti.
  - Sfidanti: Alessandro, Federico, Gilberto, Loretta.
  - Prima prova: realizzare il piatto Cacio e pepe in vescica di maiale dello chef Camanini (si salva Gilberto).
  - Seconda prova: realizzare il piatto Rigatoni pomodoro e mozzarella dello chef Trapani (si salva Alessandro).
  - Terza prova: realizzare il piatto Strapazzo della chef Agosti (si salva Loretta).
  - Eliminato: Federico.

### Decima puntata
Data: giovedì 21 marzo 2019

#### Episodio 19
Partecipanti: Alessandro, Gilberto, Giuseppe, Gloria, Guido, Loretta, Valeria.
- Mystery Box
  - Tema: il minestrone.
  - Piatti migliori: Minestrone per Matteo (Giuseppe), Orto e curcuma (Gilberto), Minestrone d'ora in poi (Valeria).
  - Vincitore: Giuseppe.
- Invention Test
  - Tema: l'alta cucina.
  - Ospite: Marco Pierre White.
  - Proposte: Ravioli all'aragosta, Stufato di pesce con salsa al vino rosso, Filet mignon di vitello su salsa ai finferli con purè di prezzemolo. Giuseppe sceglie la terza proposta e ha il vantaggio di ascoltare i consigli dello chef White.
  - Piatto migliore: Alessandro.
  - Piatti peggiori: Guido, Loretta.
  - Eliminata: Loretta.

#### Episodio 20
Partecipanti: Alessandro, Gilberto, Giuseppe, Gloria, Guido, Valeria. 
- Prova in Esterna
  - Sede: il ristorante di MasterChef.
  - Ospiti: 15 critici gastronomici di importanti testate italiane.
  - Squadra blu: Giuseppe, Guido.
  - Squadra rossa: Gilberto, Gloria.
  - Squadra gialla: Alessandro, Valeria.
  - Piatti del menù: Sella di capriolo con riduzione di frutti rossi, mirtilli e porcino (squadra blu), Petto d'anatra con carota affumicata e schiacciata di patate (squadra rossa), Tortelli di ricotta e arancia candita su brodo speziato ai frutti rossi (squadra gialla).
  - Vincitori: squadra gialla.
- Pressure Test
  - Sfidanti: Gilberto, Giuseppe, Gloria, Guido.
  - Prima prova: preparare in coppia un piatto con ingredienti scelti dai giudici senza potersi vedere (si salvano Gilberto e Gloria).
  - Seconda prova: scegliere in 10 mosse a testa se aggiungere o togliere un ingrediente tra quelli proposti e realizzare un piatto con i prodotti scelti (si salva Guido).
  - Eliminato: Giuseppe.

### Undicesima puntata
Data: giovedì 28 marzo 2019

#### Episodio 21
Partecipanti: Alessandro, Gilberto, Gloria, Guido, Valeria.
- Mystery Box
  - Ingredienti: sotto la scatola i concorrenti trovano degli ingredienti che devono abbinare tra di loro, e la coppia di sapori ottenuta deve essere protagonista del piatto. Alessandro sceglie roquefort e cachi, Valeria cocco e cozze, Gilberto mortadella e ricci di mare, Gloria cioccolato bianco e aglio nero, Guido 'nduja e noccioline.
  - Piatti migliori: Bianco e nero (Gloria), Mortadella e ricci (Gilberto), Risotto, arachidi, 'nduja e cicoria (Guido).
  - Vincitore: Gloria.
- Invention Test
  - Tema: ogni concorrente cucinerà un piatto a loro scelta con una persona cara al loro fianco come sous chef. Mentre Gloria potrà scegliere la spesa con suo marito, gli altri concorrenti dovranno farsi fare la spesa dai loro parenti (il marito di Valeria, il padre di Guido, la madre di Gilberto e il suocero di Alessandro).
  - Piatto migliore: Un amore di baccalà (Valeria).
  - Piatti peggiori: Super scottadito (Alessandro), Agnello, carote e peperone (Guido).
  - Eliminato: i giudici decidono di non eliminare nessuno. Alessandro e Guido dovranno affrontare il peggiore al Pressure Test.

#### Episodio 22
Partecipanti: Gilberto, Gloria, Valeria. 
- Prova in Esterna
  - Sede: Madrid, Ristorante DiverXO, NH Collection Madrid Eurobuilding.
  - Ospiti: David Muñoz.
  - Tema: l'alta cucina.
  - Piatti del menù: Cetriolo di mare con salsa pil pil e ceviche di triglia con raviolo fritto ripieno di tuorlo (Gloria), Scampo con salsa bordalesa, kimchi di peperoncino e cristallo di patate viola (Valeria), Chicle liquido di ribes con liquirizia nera, basilico thai e gelato tom kha gai (Gilberto).
  - Vincitrice: Gloria.
- Pressure Test
  - Sfidanti della prima prova: Gilberto, Valeria.
  - Prima prova: realizzare il piatto dello chef Muñoz preparato da Gloria nella scorsa prova in esterna (si salva Gilberto).
  - Sfidanti della seconda prova: Alessandro, Guido, Valeria.
  - Seconda prova: cucinare un piatto insieme allo chef Cannavacciuolo per la prima parte della prova e da soli per i restanti 30 minuti (si salvano Alessandro e Valeria).
  - Eliminato: Guido.

### Dodicesima puntata
Data: giovedì 4 aprile 2019

#### Episodio 23 (Semifinale)
Partecipanti: Alessandro, Gilberto, Gloria, Valeria.
- Mystery Box
  - Tema: sotto la scatola gli aspiranti chef trovano un libro con una loro foto in copertina, e devono realizzare il piatto che vorrebbero sulla prima pagina del loro libro di ricette.
  - Piatti realizzati: Non ti scordar di te (Valeria), Incominciamo ripieni (Alessandro), Polenta, frico e baccalà (Gloria), Capesante, dashi e aria di mela verde e zenzero (Gilberto).
  - Vincitore: Gilberto.
- Invention Test
  - Ospite: Heinz Beck.
  - Tema: L'alta cucina. Replicare alla perfezione i piatti dello chef Beck.
  - Proposte: Carpaccio di bufala marinata con ricotta affumicata e passata di pomodoro aromatizzato (Gloria), Tortellini di coniglio con carote e infuso di camomilla e rosa con fungo porcino liofilizzato (Alessandro), Filetto di rombo con asparagi e codium (Gilberto), Sfera ghiacciata di melograno, crema al gianduia e cannoli ai pinoli salati con latte di mandorla (Valeria)
  - Piatto migliore: Valeria.
  - Eliminato: Alessandro.

#### Episodio 24 (Finale)
Partecipanti: Gilberto, Gloria, Valeria.
- Ristorante di MasterChef
  - Menù degustazione Dal Mediterraneo al Pacifico, un viaggio di sola andata di Gilberto: Baccalà marinato e canestrello allo zenzero, Baccalà al pil-pil, Risotto alla zucca, Glacier 51, Gelato al lemongrass e zenzero.
  - Menù degustazione Guriùz di Gloria: Ruat, Sconfinando, La leggenda dei guriùz, Cervo e licheni, Mousse al fieno di montagna.
  - Menù degustazione Fra me e me di Valeria: C'era una volta, Cannolo di alici marinate, Incontro tra tradizione e innovazione, Gli opposti a volte si attraggono, Piccione al tè Olong Phoenix, Lieto fine.

- Vincitrice dell'ottava edizione di MasterChef Italia: Valeria Raciti.

## Ascolti
| Puntata    | Episodio | Sky Uno          | Sky Uno        | Sky Uno | Fonte  |
| Puntata    | Episodio | Messa in onda    | Telespettatori | Share   | Fonte  |
| ---------- | -------- | ---------------- | -------------- | ------- | ------ |
| 1- Provini | 1        | 17 gennaio 2019  | 917 000        | 3,60%   | [ 3 ]  |
| 1- Provini | 2        | 17 gennaio 2019  | 754 000        | 3,80%   | [ 3 ]  |
| 2          | 3        | 24 gennaio 2019  | 904 000        | 3,40%   | [ 4 ]  |
| 2          | 4        | 24 gennaio 2019  | 756 000        | 3,60%   | [ 4 ]  |
| 3          | 5        | 31 gennaio 2019  | 842 000        | 3,10%   | [ 5 ]  |
| 3          | 6        | 31 gennaio 2019  | 716 000        | 3,10%   | [ 5 ]  |
| 4          | 7        | 7 febbraio 2019  | 645 000        | 2,40%   | [ 6 ]  |
| 4          | 8        | 7 febbraio 2019  | 567 000        | 2,70%   | [ 6 ]  |
| 5          | 9        | 14 febbraio 2019 | 692 000        | 2,80%   | [ 7 ]  |
| 5          | 10       | 14 febbraio 2019 | 625 000        | 3,20%   | [ 7 ]  |
| 6          | 11       | 21 febbraio 2019 | 746 000        | 2,90%   | [ 8 ]  |
| 6          | 12       | 21 febbraio 2019 | 632 000        | 3,10%   | [ 8 ]  |
| 7          | 13       | 28 febbraio 2019 | 779 000        | 3,10%   | [ 9 ]  |
| 7          | 14       | 28 febbraio 2019 | 670 000        | 3,40%   | [ 9 ]  |
| 8          | 15       | 7 marzo 2019     | 769 000        | 3,00%   | [ 10 ] |
| 8          | 16       | 7 marzo 2019     | 677 000        | 3,30%   | [ 10 ] |
| 9          | 17       | 14 marzo 2019    | 702 000        | 2,70%   | [ 11 ] |
| 9          | 18       | 14 marzo 2019    | 627 000        | 3,00%   | [ 11 ] |
| 10         | 19       | 21 marzo 2019    | 736 000        | 2,90%   | [ 12 ] |
| 10         | 20       | 21 marzo 2019    | 655 000        | 3,30%   | [ 12 ] |
| Semifinale | 21       | 28 marzo 2019    | 883 000        | 3,50%   | [ 13 ] |
| Semifinale | 22       | 28 marzo 2019    | 809 000        | 4,20%   | [ 13 ] |
| Finale     | 23       | 4 aprile 2019    | 991 000        | 3,90%   | [ 14 ] |
| Finale     | 24       | 4 aprile 2019    | 989 000        | 4,90%   | [ 14 ] |
| Media      | Media    | Media            | 753 000        | 3,28%   |        |